# Обшарська Марія Гнатівна
Марія Гнатівна Обшарська (нар. 4 грудня 1930, Харківська область- 10.09.2024 м. Червоноград) — українська поетеса, педагог.

## Біографія
Народилася 4 грудня 1930 року на Харківщини. Закінчила семирічку та Харківське педагогічне училище. По закінченню училища за скеруванням на роботу поїхала на Львівщину. Працювала три роки піонервожатою у селі Підгайчики Глинянського району (тепер Львівського району). Там керувала гуртком юних поетів. Корегувала дитячі вірші, записувала їх в альбом. Про це у той час писали на шпальтах газети «Вільна Україна».
Вступила на заочне відділення філологічного факультету Львівського педагогічного інституту (нині Дрогобицький державний педагогічний університет імені Івана Франка) і її перевели працювати вчителем молодших класів Ганачівської середньої школи (с. Ганачівка, Львівського району). По закінченню вишу Марія Гнатівна працювала там же, але вже вчителькою старших класів. Викладала українську мову та література, а у вечірній школі ще й історію.
У Ганачівці Марія Гнатівна познайомилася зі своїм майбутнім чоловіком, де працювала до декрету. 1963 року чоловік забрав її до Червонограда, де вона мешкає й донині. Спочатку була домогосподаркою, доглядала двох донечок. Потім працювала у Червоноградських загальноосвітніх школах: № 1, 10 (молодші класи), № 12 викладала українську мову та літературу звідти й пішла на пенсію.
Марія Гнатівна займається вишиванням, в'язанням, освоїла макраме, ікебану, виготовляє вітальні листівки. Займається в основному поезією. Не соромиться ніякої роботи. Бере в руки лопату, вила, граблі — копає, сапає, садить квіти, дуже любить працювати на землі. Як розповідає Марія Гнатівна: «І хоч фізично тяжко та відпочиває душа! Занадто люблю природу».
Поезії Марії Обшарської друкувалися в газетах «Новини Прибужжя», «Благовіст» (Львівська область), «Вісті Водолажчини» (Харківська область).
Зараз на заслуженому відпочинку, є членом літературно-мистецького об'єднання «Третій горизонт», в альманаху якого друкуються її вірші.

## Родина
Марія Гнатівна з чоловіком виховали трьох доньок. Галина працює на даний час методистом бібліотечних фондів інформаційна-методичного центру освіти, курує бібліотечну діяльність шкільних бібліотек міста Червонограда, Соснівки, смт. Гірник, за що нагороджена грамотою міністерства освіти. Наталя — вихователька дитячого навчального закладу «Сонечко», відмінник народної освіти. Оксана працює у російському Волгограді на заводі. Є в Марії Гнатівни п'ятеро онуків, трьох правнуків та двох правнучок, до виховання яких докладає і свою науку: читає книги, вчить букви та вірші з малечею.

## Творчість
Збірки поезій
- 2011 — «Моє миле левеня».
- 2014 — «За покликом серця».
- 2015 — «З любов'ю до всього живого», «Зерном натхнення проростає», «Мереживо доль людських».
- 2016 — «На схилі літ», «У кожної панянки свої забавлянки».